# Willem Frans Cox
Willem Frans Cox (* um 1691; † 23. Februar 1753 in Lüttich) war Priester im Deutschen Orden.

## Leben
Nach der Vollendung seines 1715 in Maastricht begonnenen Noviziates legte Cox am 23. Februar 1716 seine Profess in der dortigen Kommende Neuenbiesen ab, in dessen Priesterkonvent er bis 1718 verblieb. Dann wurde der Lateinisch, Deutsch, Französisch und Niederländisch sprechende Cox am 23. April 1718 Pfarrer in Ordingen, was er bis 1721 blieb. Bereits seit 1719 Administrator des Deutschen Kolleges, dem Priesterseminar des Ordens in Löwen, wurde er dort 1721 zum Präsidenten und Leiter berufen. Durch den Landkomtur am 6. Mai 1726 zum Komtur und Pfarrer von Saint-Andre berufen, verließ er Löwen und ging nach Lüttich.
| Personendaten    | Personendaten               |
| ---------------- | --------------------------- |
| NAME             | Cox, Willem Frans           |
| KURZBESCHREIBUNG | Priester im Deutschen Orden |
| GEBURTSDATUM     | um 1691                     |
| STERBEDATUM      | 23. Februar 1753            |
| STERBEORT        | Lüttich                     |